# Pine Mountain (San Bernardino County, Kalifornien)
Der Pine Mountain ist ein 2941 m hoher Berg im Bundesstaat Kalifornien in den Vereinigten Staaten. Er liegt im San Bernardino County in der Sheep Mountain Wilderness auf der Grenze zwischen Angeles National Forest und San Bernardino National Forest.

## Geographie
Der Berg gehört zu den San Gabriel Mountains und damit zu den Transverse Ranges im Südwesten von Kalifornien. An seinem Westhang verläuft die Grenze zum Los Angeles County, etwa 4,5 km nördlich liegt der Ort Wrightwood. Gipfel in der Umgebung sind der Wright Mountain im Nordosten, der Dawson Peak im Südwesten und der Mount Harwood sowie der höchste Berg der San Gabriel Mountains, der Mount San Antonio im Süden. An seiner Ostseite entspringt der North Fork Lytle Creek und an seiner Nordseite der Prairie Fork, ein Nebenfluss des San Gabriel River. Die Dominanz beträgt 2,36 km, der Berg ist also die höchste Erhebung im Umkreis von 2,36 km. Er wird überragt von dem südlich liegenden Mount San Antonio.